# Svimez
La SVIMEZ (acronimo per Associazione per lo SViluppo dell'Industria nel MEZzogiorno) è un'associazione privata senza fini di lucro, che include nel suo statuto lo scopo di promuovere lo studio delle condizioni economiche del Mezzogiorno d'Italia, al fine di proporre concreti programmi di azione e di opere intesi a creare e a sviluppare le attività industriali.
La SVIMEZ, attraverso i suoi studi, come quello del marzo 1961 sui problemi scolastici, Mutamenti della struttura professionale e ruolo della Scuola - Previsioni per il prossimo quindicennio, ha dato un contributo al nesso tra scuola e società partendo dal dopoguerra quando lo Stato aveva l'obiettivo della parificazione tra Nord e Sud nel contesto di una società in trasformazione. All'epoca, a tale proposito, è stato scritto che «La rimozione dei vincoli posti dal fascismo alla immigrazione urbana, ad esempio, è un fatto democratico che rende possibile la scelta di una diversa condizione di vita, e sia pure per la sollecitazione del bisogno».

## Storia
La costituzione dell'associazione ha luogo il 2 dicembre 1946 a Roma. Il gruppo originario comprende Donato Menichella, Pasquale Saraceno - principale animatore - Nino Novacco, Francesco Giordani e il socialista Rodolfo Morandi, all'epoca Ministro dell'Industria. Tra i soci fondatori vi fu anche il Banco di Napoli.
Nell'ambito della SVIMEZ si sviluppa il nuovo meridionalismo, a partire da una riflessione sistematica sulla questione meridionale che si era sviluppata all'interno dell'IRI a partire dal 1938, sotto l'impulso del suo presidente Alberto Beneduce e del direttore generale Menichella. 
La SVIMEZ, all'atto della sua costituzione, propone una politica di sviluppo per il Mezzogiorno basata sull'intervento diretto dello Stato e finalizzata all'industrializzazione meridionale.
Sulla base della elaborazione teorica sviluppata dalla SVIMEZ furono elaborate politiche d'intervento straordinario per il Mezzogiorno, e nel 1950 fu costituita anche la Cassa per il Mezzogiorno.

## Attività
Tra le attività svolte c'è la pubblicazione annuale di un rapporto sullo stato dello sviluppo del Mezzogiorno riferito all'anno precedente.
L'associazione, inoltre, promuove la pubblicazione di riviste scientifiche, la realizzazione di ricerche sulle diverse realtà e problematiche meridionali, presentate anche come note di ricerca.